# Jan Křesadlo
Jan Křesadlo était le pseudonyme primaire utilisé par Václav Jaroslav Karel Pinkava (né le 9 décembre 1926 à Prague, décédé le 13 août 1995 à Colchester), psychologue tchèque, également nouvelliste et poète.

## Biographie
Anti-communiste, Pinkava s'expatrie au Royaume-Uni avec sa femme et ses quatre enfants à la suite du Printemps de Prague et l'invasion par les armées du pacte de Varsovie menées par l'armée rouge. Il travaille comme psychologue jusqu'à sa retraite anticipée en 1982, quand il devient écrivain à plein temps. 
Sa première nouvelle Mrchopěvci (GraveLarks en anglais, ChantresCharognes en français) est publiée par la maison d'édition des émigrés de Josef Škvorecký "68 Publishers". Pinkava reçoit le prix d'Egon Hostovský pour cette nouvelle en 1984.
Il choisit son pseudonyme de fusil (dans le sens de briquet ou percuteur) en partie parce que le mot tchèque contient le son singulier ř. De même, il se plaît à créer plusieurs autres pseudonymes comme Jake Rolands (une anagramme), J. K. Klement (selon son grand-père, pour les traductions en anglais), Juraj Hron (pour ses écrits en slovaque-morave), Ferdinand Lučovický z Lučovic a na Suchým dole (pour sa musique), Kamil Troud (pour ses illustrations), etc.
Pinkava s'intéresse aussi à la musique de chœur, avec la composition d'une messe glagolitique, et à la logique mathématique, puisqu'il a découvert l'algèbre de logiques multi-valuées qui porte son nom.
Comme polymathe et polyglotte, Pinkava prend plaisir à se poser des buts délicats, comme la traduction d'une série de sonnets sur Prague de Jaroslav Seifert, Anneau de sonnets. 
Il a publié une collection de ses propres poèmes en sept langues. 
Vraisemblablement sa plus surprenante création est la Astronautilía-Hvězdoplavba (Étoile de mer, ou petite odyssée de l'espace (cs)), une histoire de science-fiction post-moderne, poésie épique en 6575 vers hexamètres, une odyssée en grec ancien, avec sa traduction parallèle en tchèque, sur le postulat philosophique de la physique quantique. Une unité spéciale, dirigée par le capitaine Udeis (Personne) poursuit des kidnappeurs...L'œuvre a été publiée peu après sa mort, en édition limitée (Ivo Železný 1995,  (ISBN 80-237-2452-5)).
Au moment de la création de cet article il n'y avait pas de traduction de ses œuvres en français.
Il est le père du réalisateur Jan Pinkava qui a reçu un Oscar pour Geri's Game en 1998.